# Hong Sa-ik
Hong Sa-ik (kor. 홍사익; ur. 4 marca 1889 w Anseong, zm. 26 września 1946 w Manili) – generał porucznik Cesarskiej Armii Japońskiej. Najwyższy rangą Koreańczyk służący w armii japońskiej. Znany również pod japońskim imieniem i nazwiskiem Shiyoku Kō (洪 思翊).

## Życiorys
W 1905 wstąpił do koreańskiej akademii wojskowej. Po likwidacji uczelni w 1909 przeniósł się do Japonii, gdzie kontynuował naukę w Akademii Cesarskiej Armii Japońskiej. W 1914 jako podporucznik zaczął służbę w japońskich siłach zbrojnych.
W związku z prowadzoną antykoreańską polityką sōshi-kaimei, był nakłaniany do zmiany nazwiska na japońskie, czego jednak nie zrobił. Jako oficer wykazywał się dużymi zdolnościami i szybko awansował w stopniu oraz stanowisku. W latach 1939–1940 służył w Chińskiej Armii Ekspedycyjnej. W 1941 został dowódcą dywizji w stopniu generała majora. W marcu 1944 wyjechał na Filipiny, gdzie został komendantem wszystkich japońskich obozów jenieckich. W październiku tego samego roku został awansowany do stopnia generała porucznika. Na Filipinach pozostał aż do końca działań wojennych.
Po wojnie był w Manili sądzony przed alianckim trybunałem wojskowym. 18 kwietnia 1946 został skazany na karę śmierci pod zarzutem popełnienia zbrodni wojennych. Podczas pobytu w celi miał nawrócić się na chrześcijaństwo. 26 września 1946 został powieszony.
Po zakończeniu wojny rodzina Hong Sa-ika stała się obiektem ostracyzmu ze strony różnych grup w Korei. Jego najstarszy syn, Hong Guk-seon, ukończył studia na Uniwersytecie Waseda, a następnie pracował w Banku Chōsen. Ze swojego stanowiska został usunięty na polecenie Rhee Syng-mana. Wdowa po generale zdecydowała się na emigrację do Stanów Zjednoczonych.